# Capi di Stato della Polonia
Questa lista raccoglie i capi di Stato della Polonia dalla ricostituzione dello Stato polacco nel 1916 ad oggi. Per i sovrani dal Medioevo alla terza spartizione della Polonia, si rimanda alla voce Sovrani di Polonia.

## Elenco

### Regno di Polonia (1916-1918)
| Nº | Ritratto | Nome                  | Periodo         | Periodo          | Membri                                                                             |
| Nº | Ritratto | Nome                  | Inizio          | Fine             | Membri                                                                             |
| -- | -------- | --------------------- | --------------- | ---------------- | ---------------------------------------------------------------------------------- |
|    |          | Consiglio provvisorio | 5 novembre 1916 | 25 agosto 1917   | 25 membri Presidente: Waclaw Niemojowski Vicepresidente: Józef Mikułowski-Pomorski |
|    |          | Consiglio di Reggenza | 15 ottobre 1917 | 14 novembre 1918 | Aleksander Kakowski Zdzisław Lubomirski Józef Ostrowski                            |

### Seconda Repubblica di Polonia (1918-1939)

#### Capo di Stato
| Nº                          | Ritratto      | Ritratto      | Nome                                  | Periodo          | Periodo           | Partito                               |
| Nº                          | Ritratto      | Ritratto      | Nome                                  | Inizio           | Fine              | Partito                               |
| Capi di Stato               | Capi di Stato | Capi di Stato | Capi di Stato                         | Capi di Stato    | Capi di Stato     | Capi di Stato                         |
| --------------------------- | ------------- | ------------- | ------------------------------------- | ---------------- | ----------------- | ------------------------------------- |
| 1                           |               |               | Józef Piłsudski (1867–1935)           | 14 novembre 1918 | 11 dicembre 1922  | Nessun partito                        |
| Presidenti della Repubblica |               |               |                                       |                  |                   |                                       |
| 1                           |               |               | Gabriel Narutowicz (1865–1922)        | 11 dicembre 1922 | 16 dicembre 1922† | Partito Popolare Polacco "Wyzwolenie" |
| –                           |               |               | Maciej Rataj (ad interim) (1884–1940) | 16 dicembre 1922 | 22 dicembre 1922  | Partito Popolare Polacco "Piast"      |
| 2                           |               |               | Stanisław Wojciechowski (1869–1953)   | 22 dicembre 1922 | 14 maggio 1926    | Partito Popolare Polacco "Piast"      |
| –                           |               |               | Maciej Rataj (ad interim) (1884–1940) | 14 maggio 1926   | 4 giugno 1926     | Partito Popolare Polacco "Piast"      |
| 3                           |               |               | Ignacy Mościcki (1867–1946)           | 4 giugno 1926    | 30 settembre 1939 | Nessun partito                        |

### Governo in esilio della Polonia (1939-1990)
| Nº | Ritratto | Ritratto | Nome                              | Periodo           | Periodo          | Partito        |
| Nº | Ritratto | Ritratto | Nome                              | Inizio            | Fine             | Partito        |
| -- | -------- | -------- | --------------------------------- | ----------------- | ---------------- | -------------- |
| 4  |          |          | Władysław Raczkiewicz (1885–1947) | 30 settembre 1939 | 6 giugno 1947†   | Nessun partito |
| 5  |          |          | August Zaleski (1883–1972)        | 9 giugno 1947     | 7 aprile 1972†   | Nessun partito |
| 6  |          |          | Stanisław Ostrowski (1892–1982)   | 9 aprile 1972     | 24 marzo 1979    | Nessun partito |
| 7  |          |          | Edward Raczyński (1891–1993)      | 8 aprile 1979     | 8 aprile 1986    | Nessun partito |
| 8  |          |          | Kazimierz Sabbat (1913–1989)      | 8 aprile 1986     | 19 luglio 1989†  | Nessun partito |
| 9  |          |          | Ryszard Kaczorowski (1919–2010)   | 19 luglio 1989    | 22 dicembre 1990 | Nessun partito |

### Repubblica Popolare di Polonia (1944-1989)
| Nº | Ritratto                    | Ritratto         | Nome                            | Periodo                                     | Periodo                                     | Partito                                                           |
| Nº | Ritratto                    | Ritratto         | Nome                            | Inizio                                      | Fine                                        | Partito                                                           |
| --- | --------------------------- | ---------------- | ------------------------------- | ------------------------------------------- | ------------------------------------------- | ----------------------------------------------------------------- |
| 1 |                             |                  | Bolesław Bierut (1892–1956)     | Presidente del Consiglio Nazionale di Stato | Presidente del Consiglio Nazionale di Stato | Partito dei Lavoratori Polacchi Partito Operaio Unificato Polacco |
| 1 | 31 dicembre 1944            | 4 febbraio 1947  | Bolesław Bierut (1892–1956)     |                                             |                                             | Partito dei Lavoratori Polacchi Partito Operaio Unificato Polacco |
| 1 | Presidente della Repubblica |                  | Bolesław Bierut (1892–1956)     |                                             |                                             | Partito dei Lavoratori Polacchi Partito Operaio Unificato Polacco |
| 1 | 5 febbraio 1947             | 20 novembre 1952 | Bolesław Bierut (1892–1956)     |                                             |                                             | Partito dei Lavoratori Polacchi Partito Operaio Unificato Polacco |
| Con la Costituzione del 1952, la carica di Presidente fu sostituita come capo di Stato da un organo collegiale, il Consiglio di Stato. |                             |                  |                                 |                                             |                                             |                                                                   |
| 2 |                             |                  | Wojciech Jaruzelski (1923–2014) | 19 luglio 1989                              | 30 dicembre 1989                            | Partito Operaio Unificato Polacco                                 |

### Terza Repubblica di Polonia (1989-oggi)
| Nº | Ritratto         | Ritratto         | Nome                                     | Periodo          | Periodo          | Partito                                   | Elezione |
| Nº | Ritratto         | Ritratto         | Nome                                     | Inizio           | Fine             | Partito                                   | Elezione |
| -- | ---------------- | ---------------- | ---------------------------------------- | ---------------- | ---------------- | ----------------------------------------- | -------- |
| 1  |                  |                  | Wojciech Jaruzelski (1923–2014)          | 31 dicembre 1989 | 22 dicembre 1990 | Partito Operaio Unificato Polacco         | -        |
| 2  |                  |                  | Lech Wałęsa (1943)                       | 22 dicembre 1990 | 22 dicembre 1995 | Solidarność                               | 1990     |
| 3  |                  |                  | Aleksander Kwaśniewski (1954)            | 23 dicembre 1995 | 23 dicembre 2000 | Socialdemocrazia della Repubblica Polacca | 1995     |
| 3  | 23 dicembre 2000 | 23 dicembre 2005 | Aleksander Kwaśniewski (1954)            | 2000             |                  | Socialdemocrazia della Repubblica Polacca |          |
| 4  |                  |                  | Lech Kaczyński (1949–2010)               | 23 dicembre 2005 | 10 aprile 2010†  | Diritto e Giustizia                       | 2005     |
| –  |                  |                  | Bronisław Komorowski (ad interim) (1952) | 10 aprile 2010   | 8 luglio 2010    | Piattaforma Civica                        | 2005     |
| –  |                  |                  | Bogdan Borusewicz (ad interim) (1949)    | 8 luglio 2010    | 8 luglio 2010    | Piattaforma Civica                        | 2005     |
| –  |                  |                  | Grzegorz Schetyna (ad interim) (1963)    | 8 luglio 2010    | 6 agosto 2010    | Piattaforma Civica                        | 2005     |
| 5  |                  |                  | Bronisław Komorowski (1952)              | 6 agosto 2010    | 6 agosto 2015    | Piattaforma Civica                        | 2010     |
| 6  |                  |                  | Andrzej Duda (1972)                      | 6 agosto 2015    | 6 agosto 2020    | Diritto e Giustizia                       | 2015     |
| 6  | 6 agosto 2020    | 6 agosto 2025    | Andrzej Duda (1972)                      | 2020             |                  | Diritto e Giustizia                       |          |
| 7  |                  |                  | Karol Nawrocki (1983)                    | 6 agosto 2025    | in carica        | Indipendente (Diritto e Giustizia)        | 2025     |

## Titolatura
| Stemma                                                      | Capo dello Stato                                                                   | Capo del Governo                                                 | Periodo   |
| ----------------------------------------------------------- | ---------------------------------------------------------------------------------- | ---------------------------------------------------------------- | --------- |
|                                                             | Consiglio di reggenza (organo collegiale) (PL) Rada Regencyjna                     | Presidente dei Ministri (PL) Prezydent Ministrów                 | 1917-1918 |
|                                                             | Capo dello Stato (PL) Naczelnik Państwa                                            | Presidente dei Ministri (PL) Prezydent Ministrów                 | 1918-1922 |
| Presidente della Repubblica (PL) Prezydent Rzeczypospolitej | Presidente del Consiglio dei Ministri (PL) Prezes Rady Ministrów                   | 1922-1939                                                        |           |
| Occupazione straniera                                       |                                                                                    |                                                                  |           |
|                                                             | Presidente del Consiglio Nazionale di Stato (PL) Prezydent Krajowej Rady Narodowej | Presidente del Consiglio dei Ministri (PL) Prezes Rady Ministrów | 1944-1947 |
| Presidente della Repubblica (PL) Prezydent Rzeczypospolitej | 1947-1952                                                                          | Presidente del Consiglio dei Ministri (PL) Prezes Rady Ministrów |           |
| Consiglio di Stato (organo collegiale) (PL) Rada Państwa    | 1952-1989                                                                          | Presidente del Consiglio dei Ministri (PL) Prezes Rady Ministrów |           |
|                                                             | Presidente della Repubblica (PL) Prezydent Rzeczypospolitej                        | Presidente del Consiglio dei Ministri (PL) Prezes Rady Ministrów | 1989-oggi |